# 水蒸气压

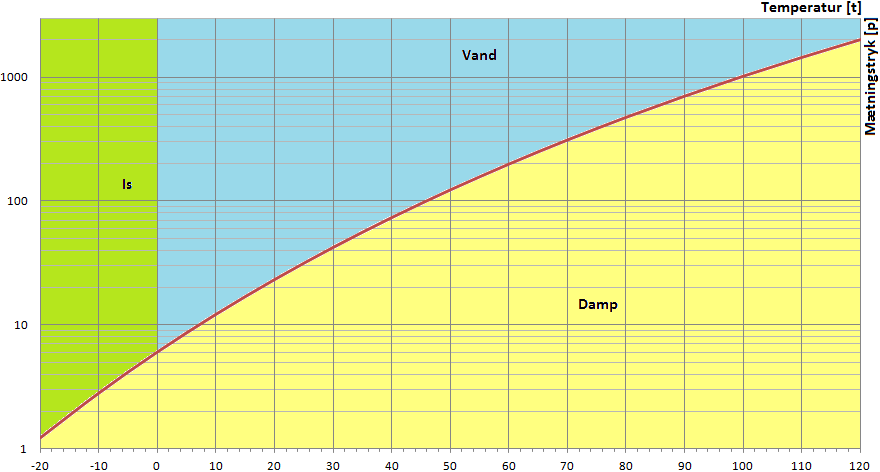
饱和水蒸气压是温度的函数

水蒸气压通常指水的饱和蒸气压，是水蒸气与其凝聚态处于热力学平衡时蒸气的压强。在混合气体中，饱和水蒸气压为与液态或固态水处于平衡态的水蒸气的分压。饱和水蒸气压是温度的函数，可由克劳修斯－克拉佩龙方程描述。

## 近似公式
- 水蒸氣壓可由下列關係近似（為了提高精準度）：
{\displaystyle P=\exp \left(20.386-{\frac {5132}{T}}\right)\,\mathrm {mmHg} }
其中P為水蒸氣壓（mmHg），而T為。

- 使用安托萬方程：
{\displaystyle \log _{10}P=A-{\frac {B}{C+T}}}
其中溫度T為攝氏溫標，P單位為mmHg